# Clóvis Carvalho
Clóvis de Barros Carvalho (Franca, 15 augustus 1938) is een voormalig onafhankelijk politicus. Van 1995 tot 1999 was hij stafchef, de belangrijkste functie in de regering van Brazilië, tijdens de eerste termijn van toenmalig president Fernando Henrique Cardoso. In 1999 was hij kort Minister van Industrie en Buitenlandse Handel.